# Lajeado (Tocantins)
Lajeado é um município brasileiro no estado do Tocantins, Região Norte do país. Lajeado é a cidade tocantinense mais próxima da capital do estado Palmas, que fica localizada a uma distância de 52 km ao sul (via TO-010).

## Geografia
Localiza-se a uma latitude 09º45'05" sul e a uma longitude 48º21'29" oeste, estando a uma altitude de 202 metros.
Possui uma área de 301,3,5 km².